# Petrificación

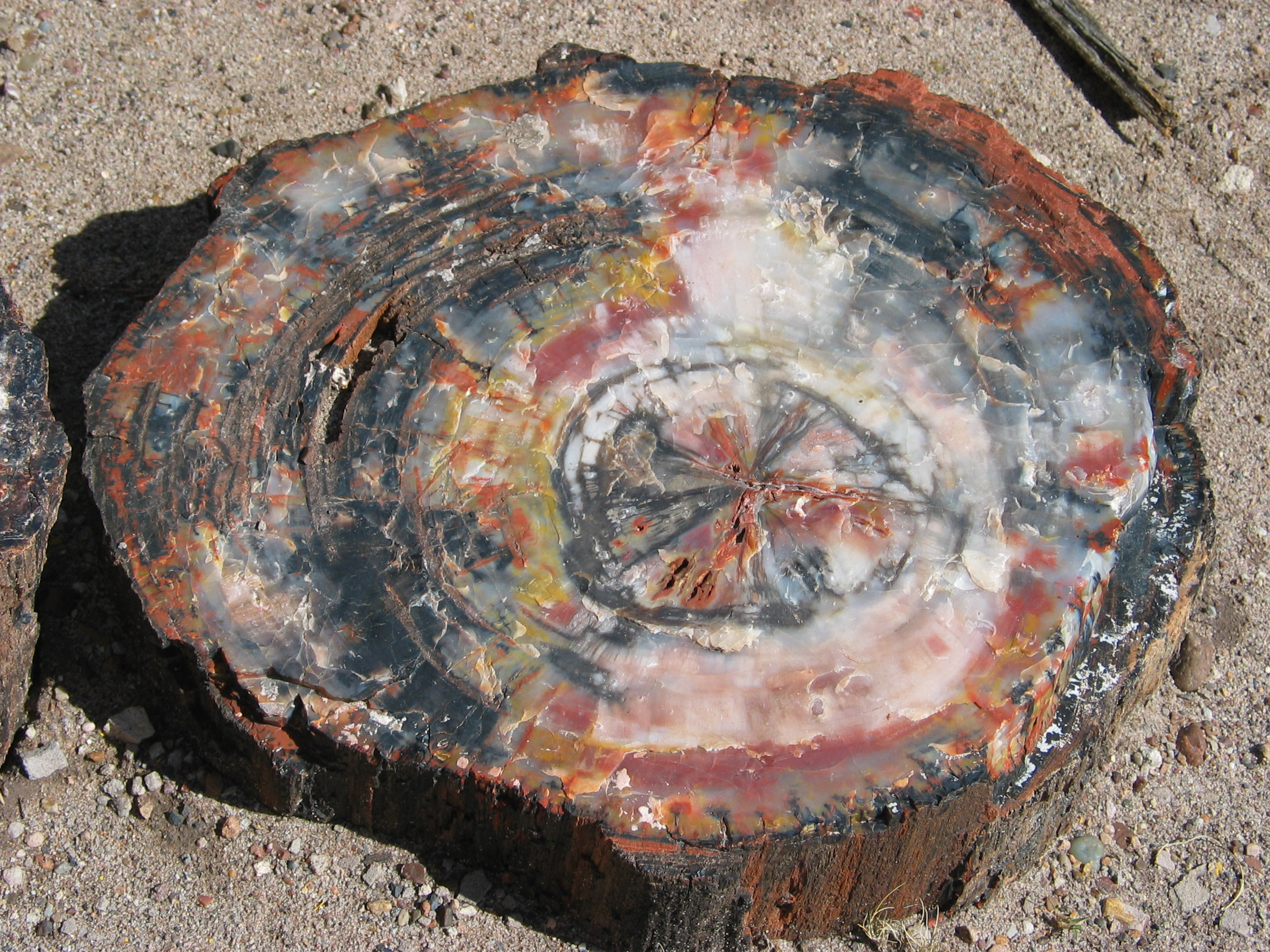
Madera petrificada por permineralización con sílice (silicificación).

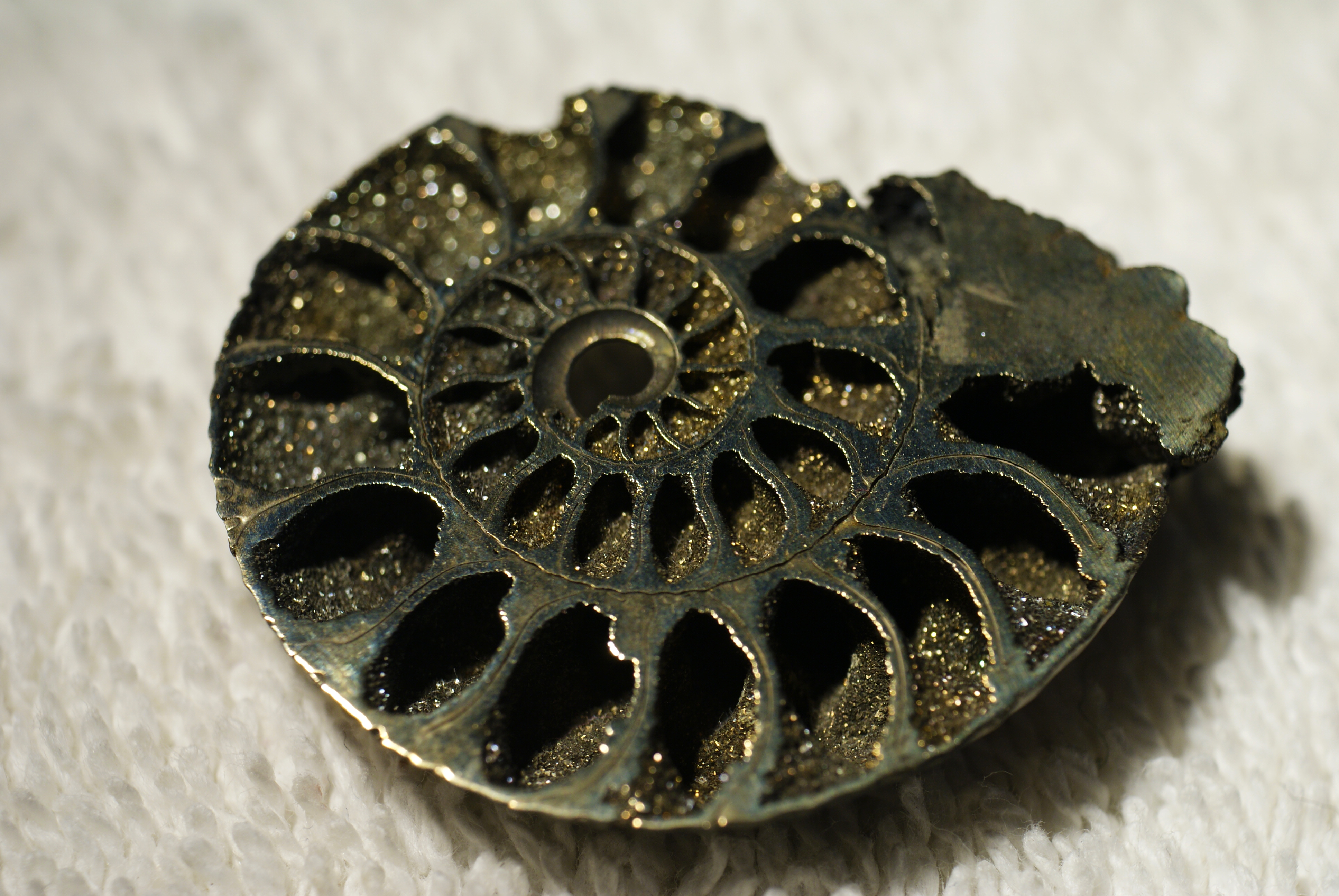
Concha fósil piritizada de amonites.

Petrificar (del latín petra (piedra) y -ficar) se refiere a convertir o transformar algo en piedra o algún material duro o endurecerlo. También se refiere a dejar a alguien paralizado de terror o asombro.

## Petrificación en la naturaleza
La mineralización o litificación es el caso más frecuente de petrificación (que en este caso sería el término vulgar). Un cuerpo orgánico enterrado entre capas geológicas, pierde, por putrefacción y descomposición, la materia orgánica; pero si los espacios vacíos son rellenados por sustancias minerales en disolución aportadas por las aguas que impregnan el terreno, el cuerpo o resto orgánico, se habrá mineralizado (petrificado), transformándose en roca (piedra). En los huesos se conoce su grado avanzado de fosilización por mineralización, porque son mucho más densos y pesados que cuando no están fosilizados.
Por lo general es el carbonato cálcico la sustancia «fosilizante» más común. También lo son la sílice, los óxidos y los carbonatos de hierro; más rara vez el azufre, como acontece en los moluscos fósiles de Libros (Teruel), y en algún caso, la pirita y el yeso.
Algunas veces la mineralización se realiza reemplazando la materia orgánica original partícula a partícula, casi molécula a molécula. Este caso se denomina permineralización y se suele conservar la estructura microscópica del cuerpo.
En el caso de sedimentos que se transforman en rocas consolidadas se usa el término litificación y el ámbito en el que se produce se denomina diagénesis.

## En la mitología
Se puede visualizar en mitos y leyendas, ciertos actos de petrificación como:
- En el cuento del rey Midas, a él lo hechizaron para que todo lo que tocara se convirtiera en oro.
- En la mitología griega, una de las gorgonas, Medusa, fue condenada a que todos los que la miraran directamente a los ojos se transformaran en piedra.
- En la mitología incaica, la petrificación aparece con bastante frecuencia. Sin embargo, a diferencia de otras culturas, quedar convertido en piedra no era considerado algo completamente negativo; pues el ser que fuese petrificado adquiría el estatus de huaca. Como ejemplos, están el mito de los hermanos Ayar, el mito de Vichama o el nacimiento de Yana Raman.
- Varios animales mitológicos en diferentes culturas poseen, según las leyendas, la propiedad de petrificar. El ejemplo más conocido es el del basilisco, que se decía que podía matar o petrificar con la mirada.
- En algunos relatos del Norte de Europa, Hay criaturas llamadas Trol que se petrifican al contacto con el Sol.